# Stora Abborrtjärnen (Karlanda socken, Värmland)
Stora Abborrtjärnen är en sjö i Årjängs kommun i Värmland och ingår i Göta älvs huvudavrinningsområde. Sjön har en area på 0,0406 kvadratkilometer och ligger 262,2 meter över havet.

## Delavrinningsområde
Stora Abborrtjärnen ingår i det delavrinningsområde (660450-130549) som SMHI kallar för Utloppet av Övre Gla. Medelhöjden är 212 meter över havet och ytan är 44,37 kvadratkilometer. Räknas de 12 avrinningsområdena uppströms in blir den ackumulerade arean 138,83 kvadratkilometer. Glasälven (Sörbohedsälven) som avvattnar avrinningsområdet har biflödesordning 3, vilket innebär att vattnet flödar genom totalt 3 vattendrag innan det når havet efter 279 kilometer. Avrinningsområdet består mestadels av skog (58 procent). Avrinningsområdet har 13,41 kvadratkilometer vattenytor vilket ger det en sjöprocent på 30,2 procent.